# Pheasant Run (Ohio)
Pheasant Run é um lugar designado pelo censo localizado no condado de Lorain no estado estadounidense de Ohio. No Censo de 2010 tinha uma população de 1.397 habitantes e uma densidade populacional de 556,07 pessoas por km².

## Geografia
Pheasant Run encontra-se localizado nas coordenadas 41° 12′ 41″ N, 82° 08′ 44″ O. Segundo o Departamento do Censo dos Estados Unidos, Pheasant Run tem uma superfície total de 2.51 km², da qual 2.42 km² correspondem a terra firme e (3.71%) 0.09 km² é água.

## Demografia
Segundo o censo de 2010, tinha 1.397 habitantes residindo em Pheasant Run. A densidade populacional era de 556,07 hab./km². Dos 1.397 habitantes, Pheasant Run estava composto pelo 96.42% brancos, 0.79% eram afroamericanos, 0.07% eram amerindios, 0.07% eram asiáticos, 0.29% eram insulares do Pacífico, 0.29% eram de outras raças e o 2.08% pertenciam a duas ou mais raças. Do total da população 3.15% eram hispanos ou latinos de qualquer raça.